# Timo John
Timo John (geb. 1966) ist ein deutscher Historiker, Kunsthistoriker und Autor. 

## Leben
John studierte von 1990 an in Stuttgart Kunstgeschichte, Pädagogik und Geschichte, Er wurde 1999 in Halle/Saale mit einer Arbeit über Adam Friedrich Oeser promoviert. Er ist außerdem gelernter Bankkaufmann.
Timo John, geboren 1966, Bankkaufmann, studierte ab 1990 Kunstgeschichte, Geschichte und Pädagogik an der Universität Stuttgart, 1999 promovierte er an der Universität Halle/S. Betreuer war Wolfgang Schenkluhn. Nach seiner Promotion schloss er ein Volontariat bei der Württembergischen Schlösser- und Gartenverwaltung in Stuttgart an und war Stipendiat der Stiftung Weimarer Klassik. 
Außer zu diesem Künstler des 18. Jahrhunderts publizierte er u. a. zum Haus Baden und zur Klosterinsel Reichenau, die zum UNESCO-Weltkulturerbe zählt, zur Goethezeit und zur Gartenkunst und zur Denkmalpflege. Er arbeitet im Württembergischen Landesmuseum Stuttgart.

## Werke (Auswahl)
- Die Großherzöge und Großherzoginnen von Baden. Kunstverlag Josef Fink, Lindenberg 2008, ISBN 978-3-89870-409-0.
- Die Klosterinsel Reichenau im Bodensee – „Wiege der abendländischen Kultur“. Beuroner Kunstverlag, Beuron 2006, ISBN 3-87071-128-0.
- Adam Friedrich Oeser (1717–1799). Studie über einen Künstler der Empfindsamkeit. (Zugl.: Halle, Univ., Dissertation, 1999), Beucha: Sax-Verlag 2001, ISBN 3-934544-17-7 (online; mit zeitgenössischen Abbildungen des Gellert-Denkmals Leipzig [S. 151] und des Sulzer-Gellert-Denkmals Leipzig [S. 153])
- Die königlichen Gärten des 19. Jahrhunderts in Stuttgart. Wernersche Verlags-GmbH, Worms 2000, ISBN 3-88462-156-4.